# Karl Heinrich von Lang

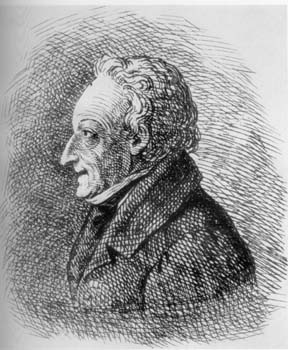
Karl Heinrich von Lang

Karl Heinrich Lang, seit 1808 Ritter von Lang, (* 7. Juni 1764 in Balgheim bei Nördlingen; † 26. März 1835 in Ansbach) war ein deutscher Historiker und Publizist.

## Leben
Karl Heinrich Lang war der Sohn des Pfarrers Konstantin Lang und dessen Ehefrau Sophie Buttersack. Sein Großvater war Kammerdirektor des Grafen von Wallerstein. Nachdem Lang seinen schulischen Unterricht durch Hauslehrer durchlaufen hatte, begann er 1782 an der Universität Altdorf Jura zu studieren. Im Sommer 1785 brach er dieses Studium ohne Abschluss ab und bekam eine Anstellung in der Verwaltung der Familie Oettingen-Spielberg bzw. Oettingen-Wallerstein.
1791 verließ Lang seine Stellung und ging nach Wien. Dort verdiente er sich seinen Lebensunterhalt als Hauslehrer bei verschiedenen adeligen Familien und war auch der Sekretär des württembergischen Gesandten am Wiener Hof. 1790 kehrte Lang nach Wallerstein zurück und wirkte im Hause Oettingen ebenfalls als Sekretär. Unzufrieden mit der Politik seines Dienstherrn ging Lang 1792 an die Universität Göttingen, um dort Kameralwissenschaften und Politik zu studieren. 1793 beendete Lang dieses Studium ohne Abschluss, bekam aber als Preisträger der Universität eine Anstellung im preußischen Staatsdienst.
Obwohl Lang in Göttingen begeisterter Anhänger der Ideen Justus Mösers, Christian Friedrich Spittlers, August Ludwig von Schlözers und Wilhelm Ludwig Wekhrlins geworden war, verstand er sich mit Minister Karl August von Hardenberg sehr gut. Im Jahre 1795 avancierte Lang zum Ersten Archivar in Bayreuth und als solcher heiratete er im darauffolgenden Jahr in Truppach Friederike Ammon, welche aber bereits nach einjähriger Ehe 1797 starb.
Im Jahr 1797 nahm Lang zusammen mit Hardenberg am Rastatter Kongress teil. Gefördert durch seinen Dienstherrn betraute man Lang 1798 (inzwischen Kriegs- und Domänenrat) die Bearbeitung und Verwaltung der Lehens- und kirchlichen Belange. 1799 heiratete Lang in zweiter Ehe Henriette Maria von Reitzenstein, eine Tochter des Oberforstmeisters Adam von Reitzenstein; mit ihr hatte er einen Sohn.
Im Jahre 1801 starb Langs zweite Ehefrau und nach dem obligaten Trauerjahr heiratete Lang 1802 in Erlangen Luise Sophie, die Witwe von Johann David Schöpf.
Als 1806 das Fürstentum Ansbach auf Wunsch Napoleons dem Königreich Bayern zugeschlagen worden war, wurde Lang in den bayerischen Staatsdienst übernommen. Man übertrug ihm die Leitung der Verwaltung des Rezatkreises, und der bayerische König Maximilian I. Joseph verlieh Lang 1808 das Ritterkreuz des Verdienstordens der Bayerischen Krone, womit er in den bayerischen persönlichen Ritterstand erhoben wurde.
Als 1810 das neu errichtete Allgemeine Reichsarchiv in München seine Arbeit aufnahm, berief man Lang zu dessen Leitung. 1812 übernahm er den Vorsitz des Reichsheroldsamtes. Unzufrieden mit der politischen Lage in Bayern und auch durch die persönlichen Anfeindungen durch seine Arbeit, legte er seine Ämter nieder und verließ München. Als Regierungsdirektor kehrte er in den Rezatkreis zurück. Dort gründete er – sozusagen privat – mit dem Historischen Verein des Rezatkreises den ersten regionalen Geschichtsverein in Bayern.
Im Jahr 1817 verließ Lang den bayerischen Staatsdienst. Seit 1817 war er auswärtiges Mitglied der Bayerischen Akademie der Wissenschaften. 1822 wurde er als korrespondierendes Mitglied in die Preußische Akademie der Wissenschaften aufgenommen.
Lang entfaltete eine breite publizistische und journalistische Tätigkeit und veröffentlichte mehrere historische Bücher. Auf ihn geht das Quellenwerk der Regesta Boica zurück. Bekannt wurde er in der Geschichtsforschung aber vor allem durch seine postum 1842 veröffentlichten Memoiren. In seinen Memoiren hat er die politischen Zustände und seine Zeitgenossen heftig kritisiert. Wegen des satirisch zugespitzten Stils hielt man dieses Werk lange Zeit für unwahr. Erst der Historiker Adalbert von Raumer (1891–1914) konnte nachweisen, dass alle Fakten durchaus auf historischen Tatsachen beruhen.

## Werke (Auswahl)
- Memoiren des Karl Heinrich Ritters von Lang. Skizzen aus meinem Leben und Wirken, meinen Reisen und meiner Zeit. In zwei Theilen. Druck und Verlag von Friedrich Vieweg und Sohn, Braunschweig 1842. ISBN 3-7896-0399-6. (Band 10 der Bibliotheca Franconica. Faksimile der Ausgabe 1842, Palm & Enke, Erlangen 1984. Nachwort Heinrich von Mosch.)
  - Erstauflage (1841/42):
    - Teil I, Braunschweig 1841 (books.google.de).
    - Teil II, Braunschweig 1842 (books.google.de).
- Neuere Geschichte des Fürstenthums Baireuth.
  - Teil I: Vom Jahr 1486 bis zum Jahr 1527. Göttingen 1798 (books.google.de).
  - Teil II: Vom Jahr 1527 bis zum Jahr 1557. Göttingen 1801 (books.google.de).
  - Teil III: Regierungszeit des Markgrafen Georg Friedrich von 1557 bis 1603. Nürnberg 1811 (books.google.de)
- Bemerkungen zu Heinrich Zschokke’s baierischer Geschichten Erstem und zweiten Buch. München 1813 (books.google.de).
- Adelsbuch des Königreichs Baiern. Grundwerk I, München 1815 (archive.org).
- Minister Graf von Montgelas unter der Regierung König Maximilians von Baiern. Ohne Ortsangabe, 1814 (books.google.de).
- Betrachtungen über des Herrn von Pallhausen Garibaldische Geschichten. München 1815 (archive.org).
- Baierische Jahrbücher von 1179–1294. Aus den Urkunden des Reichsarchives gefertigt. Ansbach 1816 (books.google.de).
- Hammelburger Reisen.
  - Merkwürdige Reise über Erlangen, Dreßden, Kassel und Fulda nach Hammelburg. München 1817 (books.google.de).
  - Fortgesetzte Reise nach Hammelburg oder meine harten Schicksale in Kautzen-Land. München 1818 (books.google.de).
  - Dritte Fahrt. München 1818 (books.google.de).
  - Vierte Fahrt, oder neueste Nachrichten aus den Landen Großgescheid und Kleingescheid. Ansbach 1821 (books.google.de).
  - Fünfte Fahrt, oder meine Verwaltung in Neugescheid. Ansbach 1822 (books.google.de).
  - Sechste Fahrt, oder mein Aufenthalt am Hof des Freischützen Fürsten Ottokars. Ansbach 1823 (books.google.de).
  - Siebente Fahrt, oder meine Schicksale als Karthäuser im Kloster Grünau. Ansbach 1824 (books.google.de).
  - Achte Fahrt, oder meine Begebenheiten am Hofe des Fürsten Ypsilandi in Griechenland. Ansbach 1826 (books.google.de).
  - Neunte Fahrt, oder Skizzen aus dem Leben des Herrn Elias Springer Junior zu Hammelburg als Beitrag zu den Biographien der Hammelburger Zeitgenossen. Nürnberg 1828 (books.google.de).
  - Zehnte Fahrt, oder eine Gefangenschaft und Sklaverei in Algier. Nürnberg 1830.
  - Eilfte Fahrt, oder meine Abentheuer in der Luft. Nürnberg 1833 (books.google.de).
- Reverendi in Christo patris Jacobi Marelli S.J. amores e scriniis provinciae Superioris Germaniae Monachii nuper apertis brevi libello expositi. München, 1815 (siehe: Jakob Marell)
- Baierns Gauen nach den drei Volksstämmen der Alemannen, Franken und Bojoaren, aus den alten Bisthums Sprengeln nachgewiesen. Nürnberg 1830 (books.google.de).
- Baierns alte Grafschaften und Gebiete, als Fortsetzung von Baierns Gauen urkundlich und geschichtlich nachgewiesen. Nürnberg 1831 (books.google.de).
- Geschichte des vorletzten Markgrafen von Brandenburg-Ansbach. Ansbach 1848 (books.google.de).
- Sendschreiben an Herrn Dr. Johann Friedrich Böhmer in Frankfurt am Main als den Herausgeber der Kaiser Regesten mit Beiträgen und Ergänzungen derselben. Nürnberg 1833 (archive.org).
- Aus der bösen alten Zeit. Lebenserinnerungen / Neu herausgegeben von Viktor Petersen. Robert Lutz, Stuttgart ohne Jahr [ca. 1923].

Anonyme Publikationen satirischen Inhalts, für die Lang als Autor in Frage käme, die heute jedoch eher Ludwig Wellmer zugeschrieben werden
- Hammelburger Conversations-Lexikon. Ankündigung und erstes Probeheft. Elias Springer, Hammelburg [oder Leipzig?][3] 1819 (books.google.de).

Scherzburger Actenstücke.
- - Band I: Die protocollarische Verhandlung des Landgerichts Scherzburg im Betreff der Gewerbesteuer-Reclamationen. 1819.
  - Band II: Auszug aus dem Jahresberichte des Landgerichts Scherzburg für das Jahr 1820/21. (books.google.de).
  - Band III: Einige Notabene aus der Brieftasche des Abgeordneten Nepomuk v. Zwicklheim mit trockenen Anmerkungen und einem historischen Anhange. Nürnberg 1828 (archive.org).

Als Herausgeber:
- Zusammen mit Konrad Siegmund Karl von Hänlein: Neues Staatsarchiv der Königl. Preuß. Fürstenthümer in Franken. Band I, Heft 1, Ansbach 1800 (archive.org).
- Zusammen mit Heinrich Christoph Büttner und Julius W. Schulz: Historische Beschreibung des Rezat-Kreises. Zweites Heft: Landgericht Dünkelsbühl. Nürnberg 1810 (books.google.de).